# Arsenio Marín Perujo
Arsenio Marín Perujo (Ollauri, 1854-Belorado, 1903) fue un médico español del siglo xix, vinculado al higienismo.

## Biografía
Nació en Ollauri, provincia de Logroño, el 11 de diciembre de 1854. Médico higienista, fue doctor en medicina, director de los baños de Lanjarón, profesor libre de enfermedades del estómago y autor de numerosas monografías científicas, contando en su haber con escritos como Higiene rural (1886), El estreñimiento: sus causas, sus consecuencias, su tratamiento por los medios más naturales y sencillos (1893) o Higiene del dispéptico (1897), entre otras. Colaboró en la Revista de Medicina y Cirujía Prácticas (1898-1903) y en El Siglo Médico (1897-1899), así como fue director de la Revista de Higiene. Falleció en la localidad burgalesa de Belorado el 9 de agosto de 1903.